# DR-Baureihe 89.0 (1934)
Die Baureihe 89.0 war eine Güterzugtenderlokomotive und Einheitslokomotive der Deutschen Reichsbahn. Sie war die kleinste Einheitslokomotive, die von der Reichsbahn in Dienst gestellt wurde. Während die Betriebsnummern 89 001–89 003 als Nassdampfmaschinen geliefert wurden, waren die restlichen sieben Heißdampflokomotiven. Da sich keine Preußische T 8 (89 001 bis 078) mehr im Bestand der Deutschen Reichsbahn befand, konnte dieser Nummernbereich ein zweites Mal belegt werden.

## Geschichte
Zunächst wurden drei Nassdampf- (89 001–003) und drei Heißdampflokomotiven (89 004–006) bestellt. Je ein Exemplar wurde im Lokomotiv-Versuchsamt Grunewald erprobt. Aufgrund der Ergebnisse wurden vier Heißdampflokomotiven nachbestellt. Ein Weiterbau unterblieb wegen des Zweiten Weltkrieges. Stationiert waren die Lokomotiven im Bw Gesundbrunnen. Sie wurden auf Berliner Bahnhöfen, besonders dem Anhalter Bahnhof eingesetzt. 1944 kamen die 89 001, 004, 006, 007 und 010 nach Deutsch-Lissa in Schlesien, wo sie auch nach dem Krieg verblieben. Die polnische Staatsbahn PKP bezeichnete sie als TKh5. Auch die 002, 003 und 009 wurden in den späten 1940er Jahren auf Befehl der sowjetischen Militäradministration nach Polen abgegeben. Die 89 005 war zuletzt im Bw Leipzig West stationiert, die 89 008 im Bw Dresden-Altstadt. Die polnischen Loks wurden bis 1954 ausgemustert.

## Konstruktive Merkmale
Die Lok war die erste deutsche Rangierlok, bei der die Schweißtechnik angewendet wurde. Sie hatte eine Stahlfeuerbüchse. Der Wasserkasten war unter dem Kessel im Rahmen untergebracht, der Kohlekasten auf der Rückseite des Führerhauses. Angetrieben wurde die dritte Achse.

## Verbleib
Das letzte Exemplar dieser Baureihe, Lok 89 008, wurde 1968 im Bw Dresden-Altstadt außer Dienst gestellt und blieb für das Verkehrsmuseum Dresden als Traditionslokomotive erhalten. Seit 1992 befindet sich die Maschine im Besitz der Mecklenburgischen Eisenbahnfreunde in Schwerin.

## Modellbahn
Eine der meistgebauten Modell-Lokomotiven ist mit über fünf Millionen Exemplaren seit 1953 das Modell der 89 006 in Nenngröße H0 von Märklin. Vorbildwidrig waren diese Lokomotiven mit DB-Logo bedruckt.
Das von Märklin seit 1972 produzierte Modell einer 89 2004 der Deutschen Bundesbahn in Nenngröße Z wurde vom Guinness-Buch der Rekorde bis 2007 als kleinste Serien-Modelleisenbahn-Lokomotive gelistet. In Realität gab es nie eine 89 2004 und ebenso wenig fuhr diese Baureihe bei der DB.